# Дэйли, Дэн
Дэн Дэйли (англ. Dan Dailey, 14 декабря 1915 — 16 октября 1978) — американский актёр и танцор.
Родился в Нью-Йорке в семье Джеймса и Хелен Дэйли. В 1920 году у него появилась сестра Айрин Дэйли, также ставшая актрисой. Свою карьеру начал в менестрель-шоу в 1921 году, после чего много работал в водевилях. В 1937 году Дэйли дебютировал на Бродвее, где успеха добился благодаря ролям в мюзиклах «Дети в доспехах» и «Звёзды в твоих глазах». В 1940 году он впервые появился на киноэкранах, где за последующие два года снялся почти в двадцати картинах, среди которых «Смертельный шторм» (1940) «Девушки Зигфелда» (1941). Со вступлением США во Вторую мировую войну он присоединился к американской армии, и за годы войны дослужился до звания капитана.
После войны Дэйли вернулся в Голливуд, где продолжил успешную карьеру в киномюзиклах. Одна из таких ролей в музыкальной картине «Когда моя крошка улыбается мне» принесла ему в 1948 году номинацию на премию «Оскар». Другими примечательными лентами с его участием стали «Когда Вилли возвращался домой» (1950), «Билет в Томагавк» (1950), «Какова цена славы» (1952), «Нет лучше бизнеса, чем шоу-бизнес» (1954), «Ах, мужчины! Ах, женщины!» (1957) и «Крылья орлов» (1957).
С закатом эры киномюзиклов в конце 1950-х актёр перешёл на телевидение, где продолжал много сниматься до конца 1970-х годов. Он появился в качестве гостя в десятке сериалов, таких как «Всего четыре мужчины», «Фарадей и компания» и «Губернатор и Джей Джей», за роль в котором в 1970 году он был удостоен премии «Золотой глобус». Последней его киноработой стала роль Клайда Толсона в биографической драме «Личное досье Джона Эдгара Гувера» в 1977 году.
Актёр четыре раза был женат, и все его браки завершились разводом. От второй супруги Джейн Элизабет Хоферт у него был сын Дэн Дэйли мл., покончивший жизнь самоубийством в 1975 году. Дэн Дэйли умер в Лос-Анджелесе осенью 1978 года от инфаркта, вызванного осложнениями после операции на бедро. Похоронен на мемориальном кладбище Форест-Лаун в калифорнийском Глендейле.

## Награды
- Золотой глобус 1970 — «Лучший актёр в телевизионном сериале — комедия или мюзикл» («Губернатор и Джей Джей»)